# 사카모토 데이즈
《사카모토 데이즈》(SAKAMOTO DAYS)는 일본의 작가 스즈키 유우토가 그린 만화이다. 슈에이샤에서 발행하는 소년 만화 잡지 《주간 소년 점프》에 2020년 51호부터 연재 중이며 2024년 4월 20일 기준으로 단행본 총 16권으로 출판됐다. 이 만화는 전직 킬러이자 현재는 평범한 삶을 살고 있는 주인공 '사카모토'에게 과거 킬러 동료들과 적들이 그를 찾아오면서, 자신과 가족을 보호하기 위해 다시금 과거의 살인용 기술을 사용하는 이야기를 그린다.
《사카모토 데이즈》는 액션과 유머가 적절히 섞인 작품으로, 사카모토의 뚱뚱하고 평범해 보이는 외모와 그의 놀라운 전투 능력 사이의 대조가 주는 코믹함과 긴장감을 동시에 제공한다. 독자들은 사카모토가 일상과 비일상 사이에서 겪는 다양한 에피소드를 통해 그의 인간적인 면모와 진정한 용기를 엿볼 수 있다. 이 만화는 가족을 위해 싸우는 한 남자의 이야기를 통해 액션 장르에 신선한 해석을 더하며 많은 팬을 확보하고 있다.

## 등장인물

### 사카모토 상점
- 사카모토 타로 : 본작의 주인공 중 하나

- 아사쿠라 신 : 본작의 주인공 중 하나

- 루 사오탕 : 마피아 출신

- 마시모 헤이스커 : JCC 출신 저격수

- 사카모토 아오이 : 사카모토의 아내

- 사카모토 하나 : 사카모토의 딸
- 요츠무라 아마네

### ORDER(오더)
만화 사카모토 데이즈에 나오는 살연 직속 특수부대로 살인청부업계의 최상위 전력이며 킨다카와 요츠무라가 만든 조직이다. 살연이 선정한 위험성 높은 살인청부업자 말살을 임무로 하는 살인청부업계의 질서(order)를 유지시키는 존재. 킬러계의 최고전력인만큼 사실상 세계관 최강자들 모임이며, 정원은 10명으로 정해져있으나, 이 인원 수는 지금까지 채워진 적이 없다. 초창기 시절에는 4명이었으며, 현 인원은 8명이다.
질서의 이름으로···
- 나구모 요이치

- 시시바
- 오사라기
- 카나구리
- 타카무라
- 효우
- 카미하데
- ???(불명)
- (공석)
- (공석)

### X(슬러)
만화 사카모토 데이즈에 등장하는 조직이자 우즈키의 이명이다. 살연의 살인청부업자들을 타겟으로 삼는 반살연파 조직이며 살연과 관련된 인물들을 참살한 후 현장에 엑스 표시를 남기는 것에서 이름이 유래되었다. 최종 목적은 살연을 없애는 것이다.
- 우즈키 케이
- 가쿠
- 우다

## TV 애니메이션
파트 1은 2025년 1월부터, 파트 2는 동년 7월부터 방영될 예정이다.